# 青春小説
青春小説（せいしゅんしょうせつ）は、恋愛小説や、冒険小説のように小説全体（大きなまとまり）からある基準で小さく分類した小説のことをあらわし、その物語における主人公、または主人公を含めた登場人物が学生であり、登場人物の年齢やテーマからビルドゥングスロマンの体裁をとることも多い。

## 代表的な作品

### 外国文学
- 『初恋』（イワン・ツルゲーネフ）
- 『車輪の下』（ヘルマン・ヘッセ）
- 『ライ麦畑でつかまえて』（J・D・サリンジャー）
- 『ムーン・パレス』（ポール・オースター）
- 『悲しみよこんにちは』（フランソワーズ・サガン）
- 『少年時代』（ロバート・R・マキャモン）
- 『ウォールフラワー』（スティーブン・チョボスキー）
- 『アグリーガール』（ジョイス・キャロル・オーツ）
- 『星を見上げた二人の夏』（シンシア・ロード）

### 日本文学
- 『青い山脈』（石坂洋次郎）
- 『青が散る』（宮本輝）
- 『限りなく透明に近いブルー』（村上龍）
- 『太陽の季節』（石原慎太郎）
- 『三四郎』（夏目漱石）
- 『潮騒』（三島由紀夫）
- 『いちご同盟』（三田誠広）
- 『ノルウェイの森』（村上春樹）
- 『オリンポスの果実』（田中英光）
- 『蹴りたい背中』（綿矢りさ）
- 『一瞬の風になれ』（佐藤多佳子）
- 『少年探偵団』（江戸川乱歩）
- 『ぼくらシリーズ』（宗田理）
- 『春や春』（森谷明子）
- 『翼はいつまでも』（川上健一）
- 『あと少し、もう少し』（瀬尾まいこ）
- 『ガールズブルー』（あさのあつこ）
- 『九頭竜川』（大島昌宏）
- 『檸檬のころ』（豊島ミホ）
- 『あたたかい水の出るところ』（木地雅映子）
- 『リズム』（森絵都）
- 『バッテリー』（あさのあつこ）
- 『響け! ユーフォニアム』（武田綾乃）
- 『がんばっていきまっしょい』（敷村良子）
- 『七帝柔道記』（増田俊也）
- 『トリガール!』（中村航）
- 『DIVE!!』（森絵都）
- 『君と漕ぐ』（武田綾乃）
- 『リテイクシックスティーン』（豊島ミホ）
- 『君の膵臓をたべたい』（住野よる）
- 『オルタネート』（加藤シゲアキ）
- 『グミ・チョコレート・パイン』（大槻ケンヂ）